# Clydosmylus montanus
Clydosmylus montanus is een insect uit de familie watergaasvliegen (Osmylidae), die tot de orde netvleugeligen (Neuroptera) behoort.
Clydosmylus montanus is voor het eerst wetenschappelijk beschreven door New in 1983. De soort komt voor in New South Wales (Australië).